# ISO/IEC/IEEE 29119 Software Testing
Der Standard ISO/IEC/IEEE 29119 Software Testing löst international die bekannten Normen IEEE 829 (Test Dokumentation), IEEE 1008 (Unit Testing) und BS 7925 (Testtechniken) aus dem Bereich des Softwaretestens ab. Er besteht aus fünf international vereinbarten ISO-Standards.

## Kritik am Standard
Es besteht ein Widerstand aus Teilen der Software-Tester-Gemeinde gegenüber der Standardisierung von Software-Tests. Insbesondere die Context-Driven Community, die International Society for Software Testing (inzwischen aufgelöst) und die Association for Software Testing lehnen den Standard ab. Eine Petition zum Widerruf des Standards wurde gestartet. Die Vorwürfe lassen sich wie folgt zusammenfassen: Es sei unklar, inwiefern der Standard auf agile Softwareentwicklung anwendbar sei: Der Standard schreibe veraltete und zu schwerfällige Testverfahren fest, er lege zu viel Gewicht auf schwergewichtige Prozesse und deren Dokumentation und er sei nicht universell einsetzbar, Softwaretest sei in erster Linie ein kreativer Prozess, der keine Normen brauche.
Die Kritik wird aber nicht durchgehend geteilt, auch die prinzipielle Unverträglichkeit zwischen dem Standard und Agilität wird angezweifelt.

## Inhalt
[veraltet]
- 29119-1: Konzepte und Definitionen (Concepts & Definitions)[5]
- 29119-2: Testprozesse (Test Processes)[6]
- 29119-3: Testdokumentation (Test Documentation)[7]
- 29119-4: Testverfahren (Test Techniques)[8]
- 29119-5: Keyword-Driven Testing (Keyword Driven Testing)[9]
- 29119-6: Guidelines for the use of ISO/IEC/IEEE 29119 (all parts) in agile projects[10]